# Trajans søjle
Trajans søjle eller Trajansøjlen er en knapt 30 m. høj marmorsøjle opført år 113 e. Kr. på Trajans forum i Rom, hvor den stadig kan beses. Søjlen er et monument over Kejser Trajans sejre i dakerkrigene. Den er en 38 m. høj (100 romerske fod) og dækket af en spiralformet billedfrise, der forestiller Trajans to krige mod dakerne 101-102 og 105-106 e. Kr. Frisen har 23 vindinger op ad søjlen og minder om en løsnet bogrulle. Dette er næppe tilfældigt, da Trajansøjlen oprindelig var flankeret af to identiske biblioteksbygninger med hhv. græske og romerske bog(rulle)samlinger. Vindingerne på søjlen med mere end 2600 udhugne figurer er lavet med læsevenlighed for øje, da de nederst måler 90 cm i højden, og gradvist forhøjes til 125 cm. På den måde virker alle figurer lige store, set nedefra. En stor bakke blev gravet bort, da Trajans Forum skulle anlægges, og søjlens længde svarer til det oprindelige niveau på stedet.
Oprindelig stod der en statue af Trajan på søjlen, men pave Sixtus 5. erstattede den i 1587 af en statue af apostlen Peter.
Søjlens billedfrise udgør en uvurderlig kilde, når det gælder klædedragter, krigsførelse og bygningskunst.
 Der er for få eller ingen kildehenvisninger i denne artikel, hvilket er et problem. Du kan hjælpe ved at angive troværdige kilder til de påstande, som fremføres i artiklen.

41°53′45″N 12°29′03″Ø / 41.895833333333°N 12.484166666667°Ø